# كونستانس زيمر
كونستانس زيمر (بالإنجليزية: Constance Zimmer)‏ (و. 1970 – م) هي ممثلة، وممثلة تلفزيونية، من الولايات المتحدة الأمريكية، ولدت في سياتيل، واشنطن.

## التعليم
تعلمت في الأكاديمية الأميركية للفنون المسرحية.

## وصلات خارجية
- كونستانس زيمر على موقع IMDb (الإنجليزية)
- كونستانس زيمر على موقع ألو سيني (الفرنسية)
- كونستانس زيمر على موقع تيرنر كلاسيك موفيز (الإنجليزية)
- كونستانس زيمر على موقع أول موفي (الإنجليزية)
- كونستانس زيمر على موقع إن إن دي بي (الإنجليزية)
- كونستانس زيمر على موقع قاعدة بيانات الفيلم (الإنجليزية)
- كونستانس زيمر على موقع كينوبويسك (الروسية)

كونستانس زيمر في قاعدة بيانات الأفلام على الإنترنت